# Atmosfera de Plutão

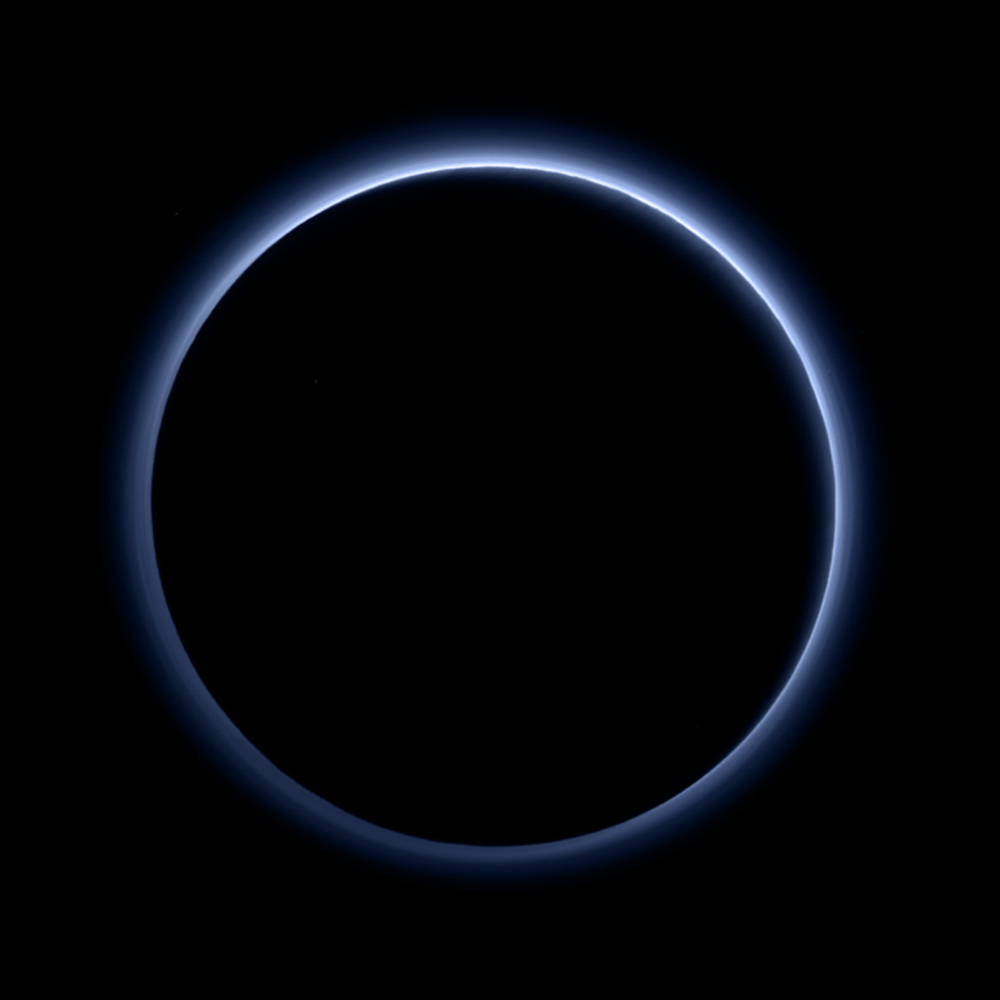
Foto durante a saída da New Horizons de Plutão mostrando a atmosfera de Plutão iluminada pelo Sol. A coloração azulada é próximo do que um olho humano teria visto, sendo causada pelas camadas de neblina na atmosfera.

A atmosfera de Plutão é uma tênue camada de gases ao redor do planeta anão. Ela consiste principalmente de nitrogênio (N2), com quantidades menores de metano (CH4) e monóxido de carbono (CO), nos quais, todos esses são vaporizados a partir das camadas de gelo na superfície de Plutão. Nela há neblina em camadas, provavelmente consistindo de compostos mais pesados que se formam a partir desses gases devido à radiação de alta energia. A atmosfera de Plutão é notável por suas fortes e não completamente compreendidas mudanças sazonais causadas por peculiaridades do eixo rotacional e orbital de Plutão.
Segundo as medições realizadas em 2015 pela sonda espacial New Horizons, a pressão atmosférica na superfície de Plutão é aproximadamente 1 Pa (10 µbar), cerca de 100.000 vezes menos do que a atmosfera da Terra. A temperatura na superfície é de 40 a 60 K (-230 a -210 ºC), mas cresce rapidamente com a altitude devido ao efeito estufa gerado pelo metano. Em torno de 30 km de altura atinge 110 K (-163 ºC), e então diminui lentamente.
Plutão é o único objeto transneptuniano conhecido com uma atmosfera. Seu análogo mais próximo é a atmosfera de Tritão, embora, em alguns aspectos, pareça até com a atmosfera de Marte.
A atmosfera de Plutão tem sido estudada desde a década de 80 a partir de observações terrestres das ocultações de estrelas pelo planeta anão e espectroscopia. Em 2015, o planeta anão foi estudado a uma curta distância pela New Horizons.

## Composição

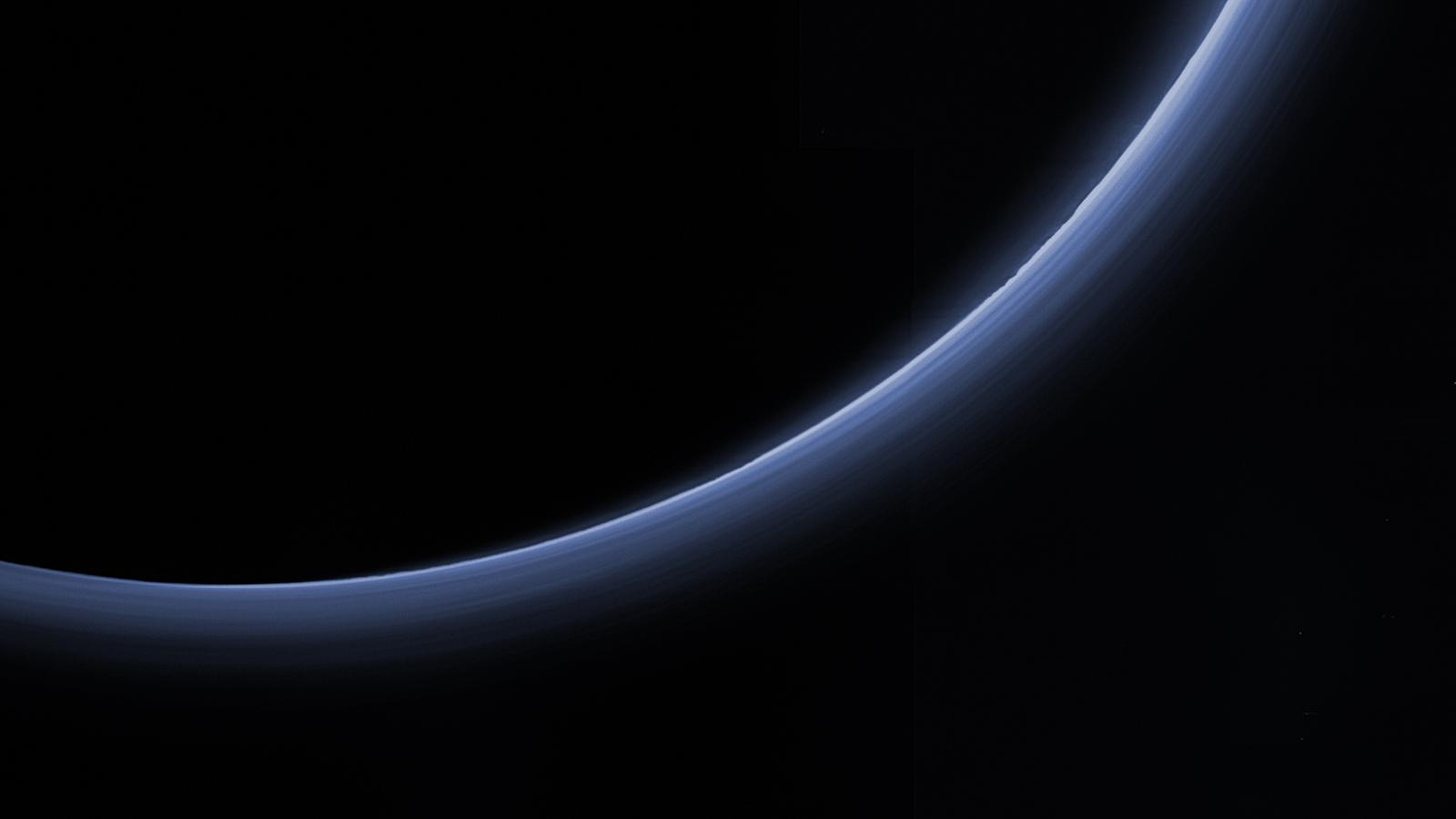
Camadas azuladas de neblina na atmosfera de Plutão (aproximadamente em verdadeira-cor).

O principal componente da atmosfera de Plutão é o nitrogênio. De acordo com as medições da New Horizons, a concentração de metano equivale a 0,25% da composição. Já as observações a partir da Terra estimam que o monóxido de carbono permanece entre 0,025-0,15% (2010) e 0,05-0,075% (2015). Sob influência dos raios cósmicos altamente energéticos, esses gases reagem formando componentes mais complexos (não voláteis às temperaturas da superfície de Plutão), como etano (C2H6), etileno (C2H4), acetileno (C2H2), hidrocarbonetos mais pesados e nitrilos, e cianeto de hidrogênio (HCN) (quantidades de etileno ficam em torno de 0,0001%, e de acetileno em 0,0003%). Esses compostos precipitam lentamente sobre a superfície. Provavelmente, inclui-se tolinas, que são responsáveis pela cor amarronzada de Plutão (assim como outros corpos do sistema solar externo).
O composto mais volátil da atmosfera de Plutão é o nitrogênio, seguido do monóxido de carbono e do metano. O indicador de volatilidade é a pressão de vapor saturado (pressão de sublimação). À temperatura de 40 K (próximo do valor mínimo na superfície de Plutão), a pressão é em torno de 10 Pa para o nitrogênio, 1 Pa para monóxido de carbono e 0,001 Pa para o metano. Esses valores crescem rapidamente com a temperatura, nos quais, à 60 K (próximo do valor máximo) se aproxima dos 10.000 Pa, 3.000 Pa e 10 Pa, respectivamente. Para hidrocarbonetos mais pesados do que o metano, água, amônia, dióxido de carbono e cianeto de hidrogênio, essa pressão permanece insignificantemente baixa (cerca de 10-5 Pa ou ainda menor), o que indica ausência de volatilidade nas condições de Plutão (pelo menos em atmosfera mais fria).
Devido à menor abundância e volatilidade do metano e monóxido de carbono, esperava-se demonstrar desvios mais fortes do equilíbrio da pressão com camadas de gelo superficiais e maiores variações de concentração temporais e espaciais. But actually concentration of, at least, methane, does not depends noticeably of height (at least, in the lower 20–30 km), longitude and time. No entanto, a dependência da temperatura da volatilidade do metano e do nitrogênio sugere que a concentração de metano diminuirá durante a movimentação de Plutão para maiores distância do Sol. É notável que a concentração observada de metano é de duas ordens de magnitude mais alta do que o esperado através da lei de Raoult, com base na sua concentração no gelo superficial e na relação das pressões de sublimação de metano e nitrogênio. As razões dessa discrepância são desconhecidas. Pode ser devido à existência de trechos de gelo de metano relativamente limpo, ou devido ao aumento do teor de metano na camada superior do gelo misturado comum.
Mudanças sazonais e orbitais de insolação resultam na migração de gelo superficial: eles sublimam em alguns lugares e condensam em outros. De acordo com algumas estimativas, isso provoca mudanças métricas da espessura do gelo. Assim como altera a geometria de visualização, resultando em apreciáveis mudanças de brilho e cor de Plutão.
Apesar da baixa abundância de metano e monóxido de carbono, esses gases são significantes para a estrutura termal da atmosfera: metano é um forte agente de aquecimento, e o monóxido de carbono é refrigerante (embora a quantidade desse resfriamento não esteja completamente clara).

## Neblina

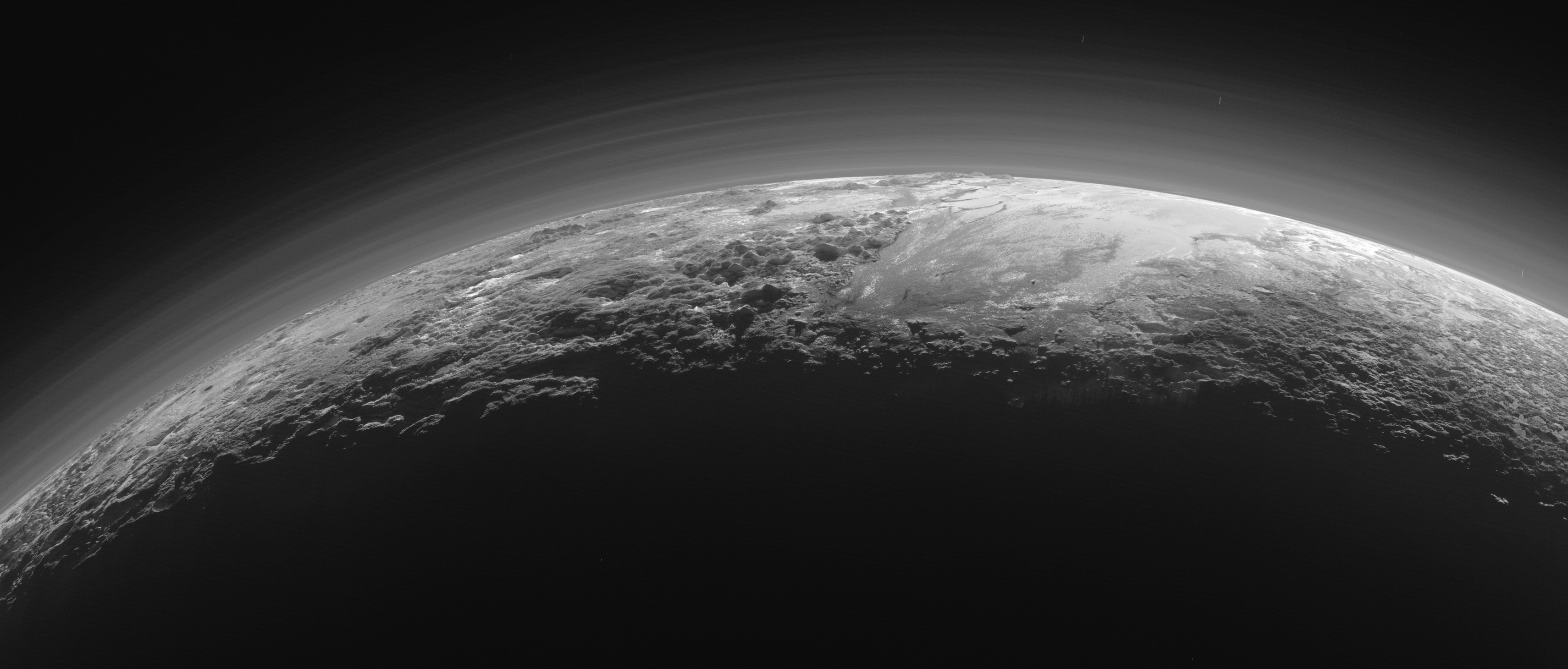
Névoa com múltiplas camadas na atmosfera de Plutão. Parte da Sputnik Planitia com montanhas nas proximidades. Foto realizada pela New Horizons quinze minutos após a passagem mais próxima com Plutão.

A New Horizons descobriu na atmosfera de Plutão uma névoa multi-camadas que abrange a totalidade do planeta-anão e atinge altitudes acima de 200 km. As melhores imagens mostram aproximadamente 20 camadas de neblina. A extensão horizontal das camadas não é inferior a 1.000 km; enquanto que a distância vertical entre elas é de cerca de 10 km.

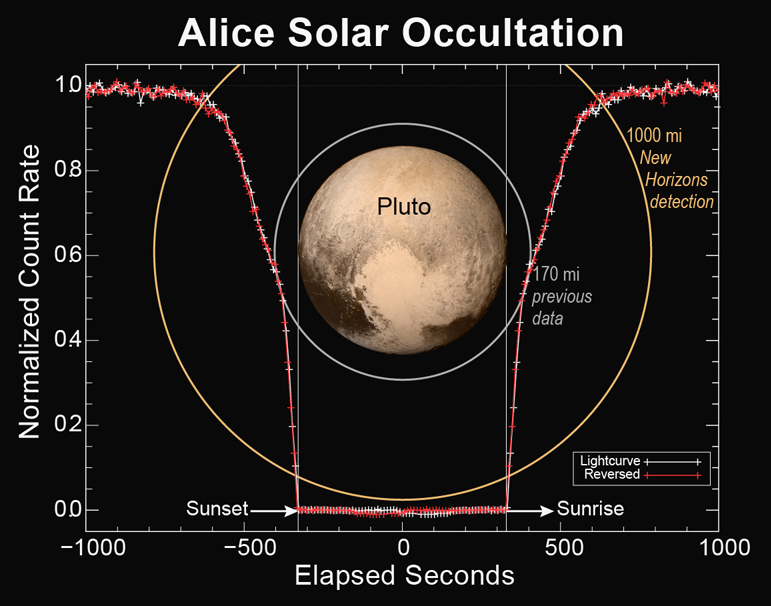
Curva de absorção da luz solar ultravioleta pela atmosfera de Plutão medida durante o voo da New Horizons através da sombra de Plutão. Uma queda distintiva criada, provavelmente, pela névoa está presente tanto nas linhas decrescentes quanto nas de crescimento.

Apesar da baixíssima densidade da atmosfera, a névoa é bastante apreciável: dispersa luz suficiente para permitir fotografar alguns detalhes do lado noturno de Plutão. Sua profundidade óptica normal é estimada em 0,004 ou 0,013 (com isso, diminui a intensidade de um feixe vertical de luz para {\displaystyle 1-e^{-0.004}\approx 0.4\%} ou {\displaystyle 1-e^{-0.013}\approx 1.3\%}; para feixes de luz rasante o efeito é muito mais forte). A altura de escala da névoa é de 45 a 55 km; o que, aproximadamente, coincide com a altura de escala da pressão na média atmosfera. Em 100-200 km de altura, ela diminui para 30 km.
O tamanho das partículas da névoa é incerto. Sua coloração azulada aponta para partículas de raio próximo a 10 nm, no entanto, a proporção de brilho em diferentes ângulos de fase indica um raio superior a 100 nm. Isso pode ser explicado pela agregação de partículas pequenas (algumas dezenas de nm) em grupos maiores (centenas de nm).
Provavelmente, a névoa consiste de partículas de compostos não-voláteis, que são sintetizados dos gases atmosféricos sob influência dos raios cósmicos de alta-energia. As camadas podem ser formadas devido às ondas de gravidade (presença de que também é sugerida através das observações de ocultações), e tais ondas podem ser geradas pelo soprar do vento sobre a superfície acidentada de Plutão.
A névoa é a mais provável razão de uma queda na curva de intensidade da luz em comparação com o tempo obtido pela New Horizons durante o voo através da sombra de Plutão (ver imagem ao lado) - abaixo da altitude de 150 km, a atmosfera atenua a luz muito mais forte do que acima dessa altura. Uma queda similar foi observada durante uma ocultação estelar em 1988. Primeiramente, isso também foi interpretado como enfraquecimento da luz por uma neblina. Um outro possível culpado é a inversão térmica, e alguns pesquisadores favoreceram essa explicação. Naquela época, tornou-se impossível determinar a altura da camada que criava a anomalia relativa à superfície devido ao desconhecimento sobre o raio de Plutão. No entanto, foi possível calcular sua distância desde o centro do planeta-anão. Subtraindo as informações sobre o raio de Plutão, o resultado seria uma altura de 2±24 km, portanto essa "névoa" tornava-se indistinguível da superfície de Plutão. Durante ocultações posteriores (quando a atmosfera de Plutão já era ≥2 vezes mais densa), esta queda era ausente.

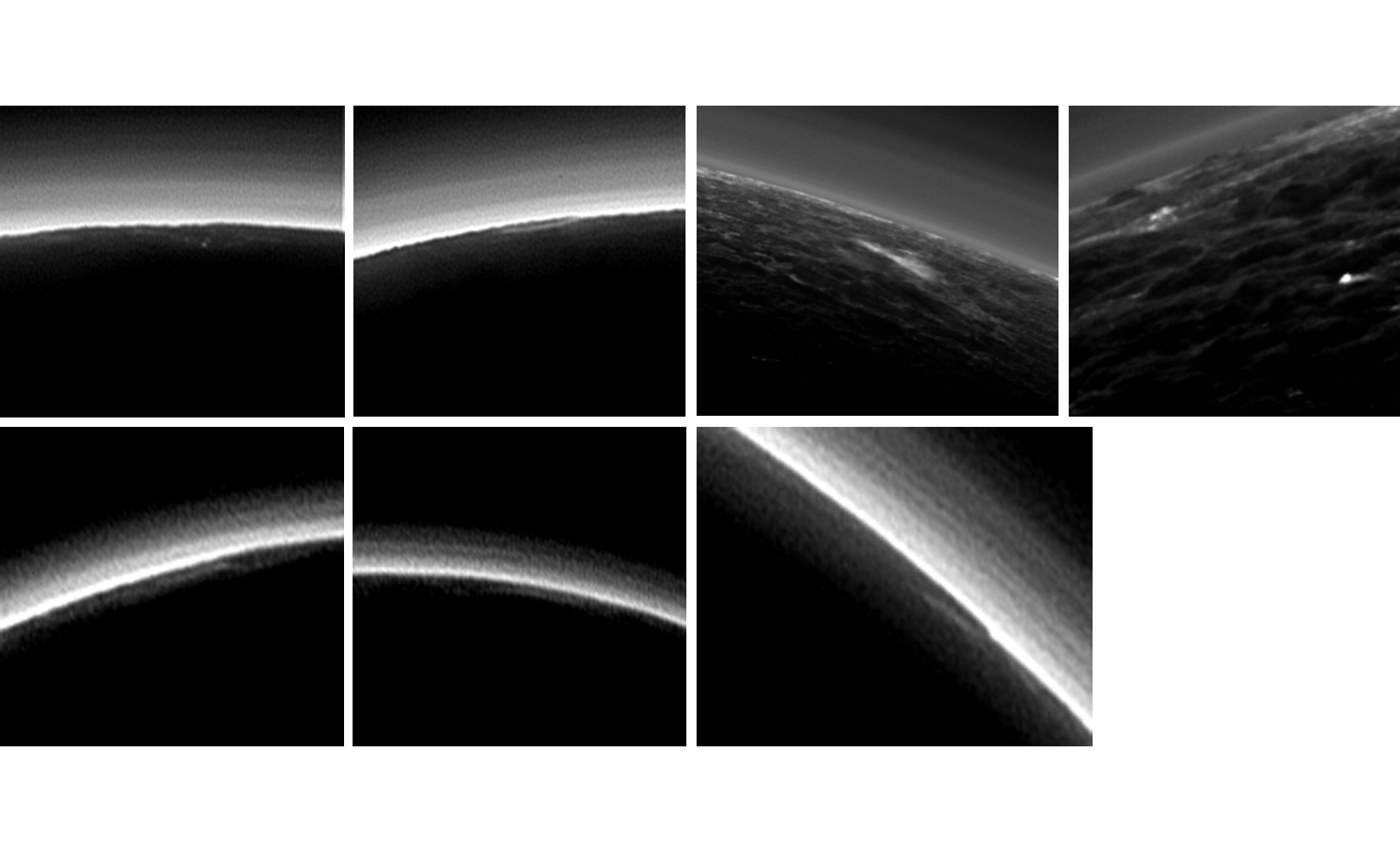
Possíveis nuvens na atmosfera de Plutão.

Uma outra evidência da névoa foi obtida em 2002 a partir de uma nova ocultação. A luz estelar que conseguiu atingir a Terra durante a ocultação (devido à refração na atmosfera de Plutão), demonstrou um aumento da intensidade com o comprimento de onda. Isso foi interpretado com uma evidência confiável de dispersão de luz por aerossóis (semelhante ao vermelhidão do sol nascente). No entanto, essa característica estava ausente durante os eclipses posteriores (incluindo o de 29 de junho de 2015) e, em 14 de julho de 2015, a New Horizons descobriu a coloração azulada da neblina.
No lote final de imagens recebidas da New Horizons, um número de potenciais nuvens foi observado.

## Temperatura e estrutura térmica
A troposfera no planeta-anão é praticamente inexistente ou, de fato, não há; observações realizadas pela New Horizons sugerem uma fina camada de fronteira troposférica consistente com os modelos que predisseram sua espessura em cerda de ≤1 km. Acima dela está uma camada com rápido aumento de temperatura de acordo com a altura: a estratosfera. O gradiente de temperatura é estimado em 2,2, 3-15 ou 5,5 graus por km. Isso é resultado do efeito estufa causado pelo metano. A temperatura média da superfície é de 42±4 K (medido em 2005), e o valor médio para toda a atmosfera é de 90+25
−18 k (2008).
A 20-40 km de altura, a temperatura atinge seu máximo (100-110 K; estratopausa) e então diminui lentamente (cerca de 0,2 K/km; mesosfera). A causa dessa diminuição é incerta; pode estar relacionada com a ação refrigerante do monóxido de carbono, cianeto de hidrogênio ou outras razões. Acima de 200 km, a temperatura atinge aproximadamente 80 K e se mantém constante.
A temperatura das camadas superiores da atmosfera não mostra mudanças temporárias visíveis. Em 1988, 2002 e 2006, a temperatura era praticamente constante e igual a 100 K (com incerteza de aproximadamente 10 K), apesar do duplo aumento da pressão. As dependências da latitude ou amanhecer/anoitecer também são ausentes: a temperatura é a mesma acima de toda a superfície. É consistente com os dados teóricos que preveem uma mistura rápida da atmosfera. Porém, há evidências de uma pequena heterogeneidade vertical da temperatura. Eles se revelam em pontos breves de brilho nítido durante as ocultações estelares. A amplitude dessas heterogeneidades é estimada em 0,5 a 0,8 K na escala de alguns quilômetros. Eles podem ser causados por ondas de gravidade ou turbulência que podem estar relacionados à convecção ou ao vento.
A interação com a atmosfera influencia significativamente a temperatura da superfície. Os cálculos mostram que a atmosfera, apesar da pressão muito baixa, pode diminuir consideravelmente as variações diurnas dessa temperatura. Mas ainda existem variações de temperatura de cerca de 20 K - em parte devido ao resfriamento da superfície devido à sublimação do gelo.

## Pressão
A pressão atmosférica de Plutão é muito baixa e fortemente dependente do tempo. As observações através das ocultações estelares pelo planeta-anão mostram um aumento cerca de 3 vezes entre 1988 e 2015, apesar de Plutão estar se afastando do Sol desde 1989. Isso provavelmente é causado pela luz solar atingindo o polo norte de Plutão em 1987, o que intensificou a evaporação de nitrogênio a partir do hemisfério norte, enquanto que o polo sul ainda está muito quente para a condensação de nitrogênio. Os valores absolutos da pressão superficial são difíceis de obter desde os dados das ocultações, pois, geralmente, o alcance desses dados não atinge as camadas mais baixas da atmosfera. Portanto, a pressão da superfície tem que ser extrapolada, e isso é um pouco ambíguo devido aos desconhecimentos da dependência de altura com a temperatura e, consequentemente, da pressão. O raio de Plutão também é conhecido, mas foi dificilmente acertado antes de 2015. Assim, os valores precisos da pressão superficial do planeta-anão eram impossíveis de calcular nas épocas anteriores. Para algumas ocultações desde 1988, a pressão foi calculada para um nível de referência de 1.275 km a partir do centro de Plutão (que mais tarde se revelou a 88±4 km desde a superfície).
As curvas de pressão em comparação com a distância desde o centro, obtidas pelas ocultações de 1988 e 2002, em combinação com o conhecimento atual do raio de Plutão (1.187±4 km) oferecem valores de, aproximadamente, 0,4 Pa em 1988 e 1,0 Pa em 2002. Dados espectrais forneceram valores de 0,94 Pa em 2008, e 1,23 Pa em 2012 para a distância de 1.188 km do centro do planeta-anão (1±4 km desde a superfície). Uma ocultação em 4 de maio de 2013 ofereceu dados quase precisamente do nível da superfície (1.190 km desde o centro, ou 3±4 km a partir da superfície): 1,13±0,007 Pa. Duas semanas antes do encontro da New Horizons com Plutão, uma ocultação na noite de 29 para o dia 30 de junho de 2015 forneceu uma pressão de superfície de 1,3±0,1 Pa.
Os primeiros dados diretos e confiáveis sobre as camadas mais baixas da atmosfera de Plutão foram obtidas pela New Horizons em 14 de julho de 2015 através das medições de rádio ocultação. A pressão na superfície foi estimada em 1 Pa (1,1±0.1 durante a entrada da sonda espacial atrás de Plutão e 1,0±0,1 na saída). Essas informações são consistentes com os dados coletados nas ocultações nos anos anteriores, embora alguns dos cálculos antecedentes baseados nesses dados tenham fornecidos resultados cerca de duas vezes maiores.
A escala de altura da pressão na atmosfera de Plutão varia significativamente com a altura (em outras palavras, a dependência da altura da pressão desvia-se da exponencial). Isso é causado pelas fortes variações dos picos de temperatura. Na camada mais baixa da atmosfera, a escala de altura é cerca de 17-19 km; e para alturas de 30-100 km — 50–70 km.

## Mudanças sazonais
Devido a excentricidade orbital, durante o afélio Plutão recebe 2,8 vezes menos calor do que no periélio. Esse processo deve causar fortes mudanças em sua atmosfera, embora detalhes desse processo não sejam bem compreendidos. Inicialmente, era pensado que durante o afélio boa parte da atmosfera congelava e caía sobre a superfície (isso é sugerido pela forte dependência de temperatura de sublimação e pressão de seus compostos). No entanto, modelos mais elaborados preveem que Plutão mantém uma atmosfera significativa durante todo seu ano.
A última passagem de Plutão pelo seu periélio foi em 5 de setembro de 1989. Em 2015, o planeta-anão estava se distanciando do Sol e sua iluminação geral de sua superfície estava caindo. No entanto, a situação é complicada pela sua grande inclinação axial (122,5º), o que resulta em longos dias e noites polares sobre grandes partes de sua superfície. Pouco antes do periélio, em 16 de dezembro de 1987, Plutão passou pelo equinócio, fazendo com que seu polo norte saísse da noite polar, que durou 124 anos terrestres.
Dados existentes até 2014 permitiram aos cientistas construírem um modelo das mudanças de estações na atmosfera de Plutão. Durante o afélio anterior (1865), uma quantidade significativa de voláteis congelados estava presente em ambos os hemisférios. Aproximadamente ao mesmo tempo, o equinócio aconteceu e o hemisfério sul tornou-se voltado para o Sol. O gelo da região começou a migrar para o hemisfério norte e, em torno de 1900, o sul tornou-se largamente desprovido deles. Após o seguinte equinócio (1987), o hemisfério sul afastou-se do Sol. No entanto, sua superfície já estava substancialmente aquecida, e sua grande inércia térmica (fornecida por gelo de água não-volátil) diminuiu o seu resfriamento. Através desse efeito, os gases que atualmente evaporam intensamente do hemisfério norte não se condensam rapidamente no sul, e continuam acumulando-se na atmosfera, aumentando sua pressão. Por volta de 2035-2050, o hemisfério sul irá arrefecer o suficiente para permitir a condensação intensa dos gases, migrando-os desde o hemisfério norte, onde é dia polar. Isso durará até o equinócio próximo do afélio (aproximadamente em 2113). O hemisfério norte não perderá completamente seu gelo volátil, e sua evaporação irá suprir a atmosfera até durante o afélio. A mudança total da pressão atmosférica neste modelo é de aproximadamente 4 vezes; o mínimo foi alcançado perto de 1970-1980, e o máximo próximo de 2030. O intervalo de temperatura é de vários graus.

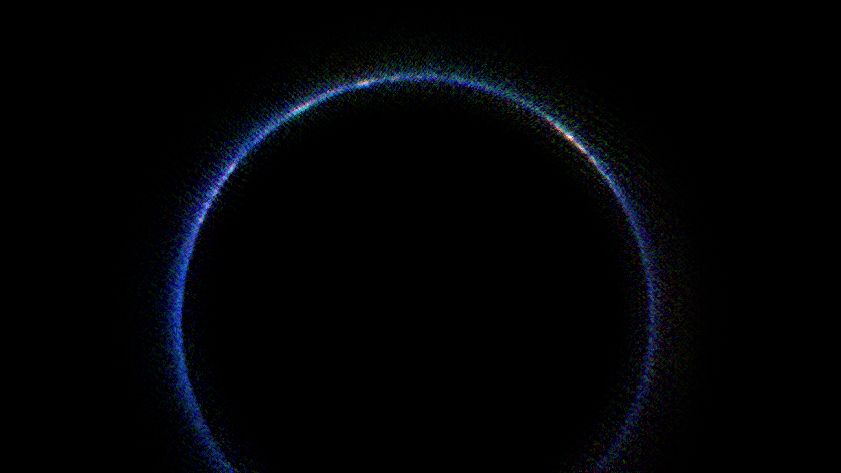
Atmosfera de Plutão em infravermelho (New Horizons). As partes esbranquiçadas são causadas pela luz solar refletida em áreas mais suaves e reflexivas na superfície de Plutão.

## Escape dos gases atmosféricos

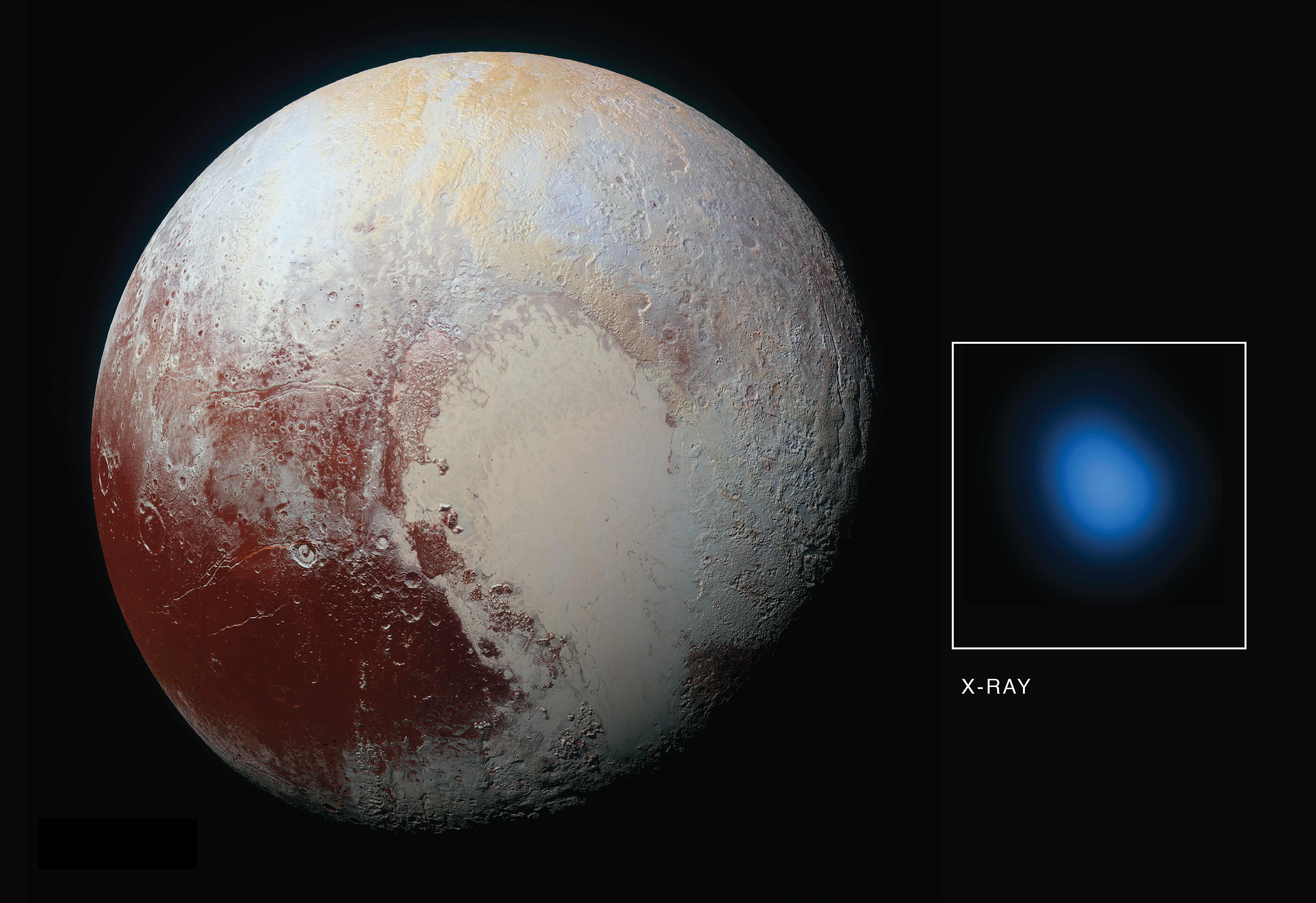
Imagem de Plutão em raio-x pelo Observatório Chandra (mancha azul). Provavelmente, os raios-x são criados pela interação dos gases ao redor de Plutão com o vento solar. No entanto, detalhes de sua origem ainda não são claras.

Dados anteriores sugeriam que a atmosfera de Plutão perdia entre 1027–1028 (50-500 kg) de moléculas de nitrogênio por segundo, uma quantidade correspondente à perda de uma camada superficial de gelo de substâncias voláteis com várias centenas de metros ou até vários quilômetros de espessura durante a vida útil do Sistema Solar. No entanto, dados subsequentes da New Horizons revelaram que esse fenômeno foi superestimado em, ao menos, quatro ordens de magnitude; a atmosfera de Plutão está atualmente perdendo apenas 1×1023 moléculas de nitrogênio e 5×1025 moléculas de metano por segundo. Isso presume uma perda de vários centímetros de gelo de nitrogênio e dezenas de metros em gelo de metano durante a vida útil do Sistema Solar.
As moléculas com velocidade suficientemente elevada que escapam para o espaço exterior são ionizadas pela radiação ultravioleta do Sol. À medida que o vento solar encontra o obstáculo formado pelos íons, ele é desacelerado e desviado, possivelmente formando uma onda de choque acima de Plutão. Os íons são "apanhados" pelo vento solar e carregados em seu fluxo para trás do planeta-anão formando uma cauda de íons ou plasma. O instrumento da New Horizons denominado Solar Wind At Pluto (SWAP) realizou a primeira medição dessa região de íons atmosféricos de baixa energia logo após sua máxima aproximação em 14 de julho de 2015. Essas medições permitirão que a equipe do SWAP determine a taxa em que Plutão perde sua atmosfera e, por sua vez, dará uma visão da evolução da atmosfera e superfície do planeta-anão.
A superfície castanha-avermelhada no polo norte de Caronte, a maior das luas de Plutão, pode ser composta por tolinas, macromoléculas orgânicas produzidas a partir do metano, nitrogênio e outros gases liberados da atmosfera do planeta-anão e transferidos por cerca de 19.000 km (12.000 milhas) de distância até à lua em órbita.

## História do estudo
Já na década de 1940, Gerard Kuiper procurou evidências da atmosfera no espectro de Plutão, porém, sem sucesso. Na década de 1970, alguns astrônomos consideravam a hipótese de uma atmosfera espessa e até de oceanos de néon: de acordo com algumas visões daqueles tempos, todos os outros gases que são abundantes no Sistema Solar congelariam ou escapariam nas condições de Plutão. No entanto, essa hipótese foi baseada em uma massa de Plutão fortemente superestimada. Não existiam dados observacionais sobre sua atmosfera e composição química nessa época.
A primeira forte evidência - embora indireta - da atmosfera apareceu em 1976. A fotometria em infravermelho a partir do Telescópio Nicholas U. Mayall revelou gelo de metano na superfície de Plutão que deve evaporar significativamente nas temperaturas do planeta-anão.
A existência da atmosfera de Plutão foi provada devido as ocultações estelares. Se a estrela é ocultada por um corpo sem atmosfera, sua luz desaparece bruscamente, porém, as ocultações de Plutão dão uma diminuição gradual. Isso ocorre principalmente devido à refração atmosférica (não absorção ou dispersão). Primeiramente, tais observações foram feitas em 19 de agosto de 1985 por Noah Brosch e Haim Mendelson do Observatório Wise, em Israel. Mas a qualidade dos dados foi bastante prejudicada devido as condições desfavoráveis de observação (além disso, a descrição detalhada foi publicada apenas 10 anos depois). Em 9 de junho de 1988, a existência da atmosfera foi provada de forma convincente por observações de uma nova ocultação de oito diferentes locais (os melhores dados foram obtidos pelo Kuiper Airborne Observatory). A altura da escala da atmosfera foi medida e possibilitou calcular a proporção da temperatura para massa molecular média. A temperatura e a pressão em si eram impossíveis de calcular nesse tempo devido à ausência de dados sobre composição química da atmosfera e a grande incerteza sobre o raio e a massa de Plutão.
A questão sobre a composição foi resolvida em 1992 devido à exploração do espectro infravermelho de Plutão no Telescópio Infravermelho do Reino Unido. Os dados apontavam para uma superfície coberta por, principalmente, gelo de nitrogênio. Como o nitrogênio é, além do mais, mais volátil do que o metano, esta observação implica na prevalência de nitrogênio também na atmosfera (embora o nitrogênio gasoso não tenha sido observado no espectro). Além disso, uma pequena mistura de monóxido de carbono congelado foi descoberta. No mesmo ano, observações nas instalações do NASA Infrared Telescope Facility revelaram as primeiras evidências conclusivas de metano gasoso.
Para entender o estado da atmosfera, o conhecimento da temperatura da superfície é extremamente importante. As melhores estimativas são derivadas de medições de emissão térmica de Plutão. Os primeiros valores foram calculados em 1987 a partir das observações do IRAS, fornecendo dados de cerca de 55-60 K, e as próximos trabalhos resultaram em 30-40 K. Em 2006, as observações no Submillimeter Array conseguiram separar as emissões de Plutão e Caronte, e a temperatura média da superfície de Plutão foi medida em 42±4 K (-231±4°C). Isso era aproximadamente 10 K mais frio do que o esperado; talvez, a diferença pode ser causada pelo resfriamento da sublimação de gelo de nitrogênio ou partículas de hidrocarbonetos na atmosfera (tolinas) que absorvem a energia solar de forma eficiente, mas também emitem uma grande quantidade de energia de volta ao espaço. Os outros trabalhos revelaram que a temperatura é fortemente diferente em diferentes regiões: de 40 a 55-60 K.
Nas proximidades do ano 2000, Plutão entrou em campos observacionais ricos em estrelas da Via Láctea e residirá lá até 2020. As primeiras ocultações estelares após 1988 foram observadas em 20 de julho e 21 de agosto de 2002 por equipes lideradas por Bruno Sicardy, do Observatório de Paris, e James L. Elliot, do MIT. A pressão atmosférica mostrou-se cerca de duas vezes superior do que em 1988. A ocultação seguinte foi observada em 12 de junho de 2006, e mais tarde, eles aconteceram com mais frequência. O processamento desses dados mostra que a pressão continua a aumentar. Uma ocultação de estrela excepcionalmente brilhante, cerca de 10 vezes mais brilhante que Plutão, foi observada entre 29 e 30 de junho de 2015 - apenas duas semanas antes do encontro da New Horizons.
Em 14 de julho de 2015, a sonda espacial New Horizons realizou as primeiras explorações da atmosfera de Plutão a uma curta distância, incluindo medidas de rádio-ocultação e observações de enfraquecimento da radiação solar durante o voo através da sombra do planeta-anão. A sonda forneceu medidas diretas dos parâmetros da atmosfera inferior. A pressão da superfície mostrou-se de 1,0-1,1 Pa.